# Concerto for the Undead
'Concerto for the Undead' è il secondo album degli Stigma, pubblicato dalla Pivotal Rockordings L.L.C in Europa e Stati Uniti ad Aprile 2010 e da STOMP Entertainment in Australia e Nuova Zelanda a Maggio dello stesso anno. 
L'album è stato prodotto da Jona Weinhofen, chitarrista dei Bring Me the Horizon ed ex Bleeding Through, mixato da Scott Atkins, vanta la partecipazione di membri di Dead to Fall e The Red Shore ed è un concept ispirato dal cult americano Tales from the Crypt.

## Tracce
1. Chop His Head Off!
2. Prove You Are a Man!
3. ...and They Died Happily Ever After!
4. A Monstrous Feeling
5. The Undertaker
6. What About a Terror Ride
7. 3000 Years and Still Keeping It Real
8. A Grave Situation
9. Beat Me Maestro, Eight to the Dead!
10. Doctor Skeleton

Traccia bonus
1. Prove You Are a Man! (Deathfloor Remix)

## Formazione
- Stefano "Vlad" Ghersi - voce
- Andrea Bailo - chitarra
- Flavio Magnaldi - basso
- Stefano Ghigliano - batteria